# مسجد دیدزبری
مسجد و مرکز اسلامی دیدزبری (به انگلیسی: Didsbury Mosque and Islamic Centre). این ساختمان در اصل کلیسای متدیست البرت پارک بود که در سال ۱۸۸۳ افتتاح شد اما در سال ۱۹۶۲ بسته شد و بعداً به مسجد تبدیل شد. حدود ۱۰۰۰ نفر حضور دارند. شیخ مسجد مصطفی عبدالله گراف است.

## آتش‌سوزی
در ۱۰ و ۱۱ سپتامبر ۲۰۲۱ یک حمله آتش‌سوزی باعث آسیب جزئی به یک در شد. رهگذران به خاموش کردن آتش کمک کردند. پلیس فیلم‌های دوربین مدار بسته دارد و در حال تحقیق است، آنها از هر کسی که فیلم‌های دشکام یا سایر اطلاعات را که ممکن است در تحقیقات آنها کمک کند، درخواست کمک می‌کند.پلیس اظهار داشت: «ما معتقدیم که چندین وسیله نقلیه وجود دارد که ممکن است در ان زمان رانندگی کرده باشند و از هر کسی که ممکن است هر گونه فیلم دشکام داشته باشد، تماس بگیرد.» و از شاهدان خواست تا با ۰۱۶۱ ۸۵۶ ۴۹۷۳ یا ۰۸۰۰ ۵۵۵ ۱۱۱ ناشناس تماس بگیرند. علاوه بر این، مشخص شد که آنها برای یک دوره قبل از آتش‌سوزی تهدید به تخریب مسجد شده بودند.